# (26286) 1998 SV65
A (26286) 1998 SV65 a Naprendszer kisbolygóövében található aszteroida. Eric Walter Elst fedezte fel 1998. szeptember 20-án.